# Ruggles of Red Gap
Ruggles of Red Gap é um filme estadunidense de 1935, do gênero comédia, dirigido por Leo McCarey. O filme é dominado pela atuação de Charles Laughton, um dos grandes momentos de sua carreira, mas todo o elenco contribui para o resultado final, que deu à fita uma indicação para o Oscar de Melhor Filme.
A história, baseada em romance best-seller de Harry Leon Wilson, já havia sido filmada em 1918 e 1923 e o seria novamente em 1950 como Fancy Pants, com Bob Hope no lugar de Laughton.
Apesar de ser uma comédia, o filme tem um momento sério, com Laughton recitando o Discurso de Gettysburg, de Abraham Lincoln, que não faz parte do livro.

## Sinopse
Ruggles, mordomo de Lord Burnstead, está a passeio na Paris de 1908, junto com o patrão. Lá também se encontram o rude fazendeiro americano Egbert Floud e sua esposa Effie, que tem pretensões de ascender socialmente. Em um jogo de pôquer, Egbert "ganha" Ruggles e, para horror deste, leva-o para a cidadezinha de Red Gap, no Velho Oeste. Effie apresenta-o como um aristocrata inglês e Ruggles vira uma celebridade local. Ele se torna amigo da viúva Judson, graças a seus conhecimentos culinários, porém levanta as suspeitas de Charles Belknap-Jackson, um sujeitinho metido a sofisticado. Com o tempo, Ruggles aprende as delícias da democracia americana, da independência e do empreendedorismo, tanto que abre um restaurante.

## Elenco
| Ator/Atriz         | Personagem              |
| ------------------ | ----------------------- |
| Charles Laughton   | Ruggles                 |
| Mary Boland        | Effie Floud             |
| Charles Ruggles    | Egbert Floud            |
| ZaSu Pitts         | Viúva Judson            |
| Roland Young       | Lord Burnstead          |
| Leila Hyams        | Nell Kenner             |
| Maude Eburne       | Mamãe Pettingill        |
| Lucien Littlefield | Charles Belknap-Jackson |
| James Burke        | Jeff Tuttle             |

## Principais prêmios e indicações
| Prêmio                       | Categoria(s) Indicada(s) | Categoria(s) Premiada(s)       |
| ---------------------------- | ------------------------ | ------------------------------ |
| Oscar                        | Melhor Filme             | ---                            |
| Film Daily                   | ---                      | 10 Melhores Filmes de 1935     |
| National Board of Review     | Melhor Filme             | ---                            |
| New York Film Critics Circle | ---                      | Melhor Ator (Charles Laughton) |
| New York Times               | ---                      | 10 Melhores Filmes de 1935     |